# ER2型电力动车组
ER2型电力动车组（俄語：Электропо́езд ЭР2）是苏联铁路的电力动车组车型之一，也是苏联最著名、产量最大的动车组车型，适用于供电制式为3000伏直流电的电气化铁路，由位于拉脱维亚的里加车辆制造厂设计制造，累计产量超过900组，被广泛运用于苏联各地的直流电气化铁路，以及苏联解体以后的众多独联体国家。

## 发展历史

### 背景
苏联在1920年代末开始发展电气化通勤列车，第一代的S型电力动车组系列从1929年开始生产，但由于其构造速度（85公里/小时）和起动加速度（0.45米/平方秒）相对较低，到了1950年代初这种列车已经不能满足日益增长的通勤客运需要。1954年，里加车辆制造厂、迪纳摩电气工厂和里加电机制造厂研制了SN型电力动车组，列车采用新型牵引电动机及架悬式转向架，最高运行速度提高到130公里/小时。1957年，里加车辆制造厂研制了新一代的ER1型电力动车组，采用“五动五拖”的10辆编组，以“一动一拖”为基本动力单元，使列车加速性能得到明显的提高。然而，由于ER1型电力动车组的车门只能适应高站台的车站，使其使用范围受到很大限制。因此，里加车辆制造厂在ER1型电力动车组的基础上，于1960年代初研制了ER2型电力动车组。ER2型电力动车组改变了车体结构，使车门能适应各种高度的站台，而各种电气设备和机械装置亦根据ER1型电力动车组的使用经验作出了改进。

### 生产

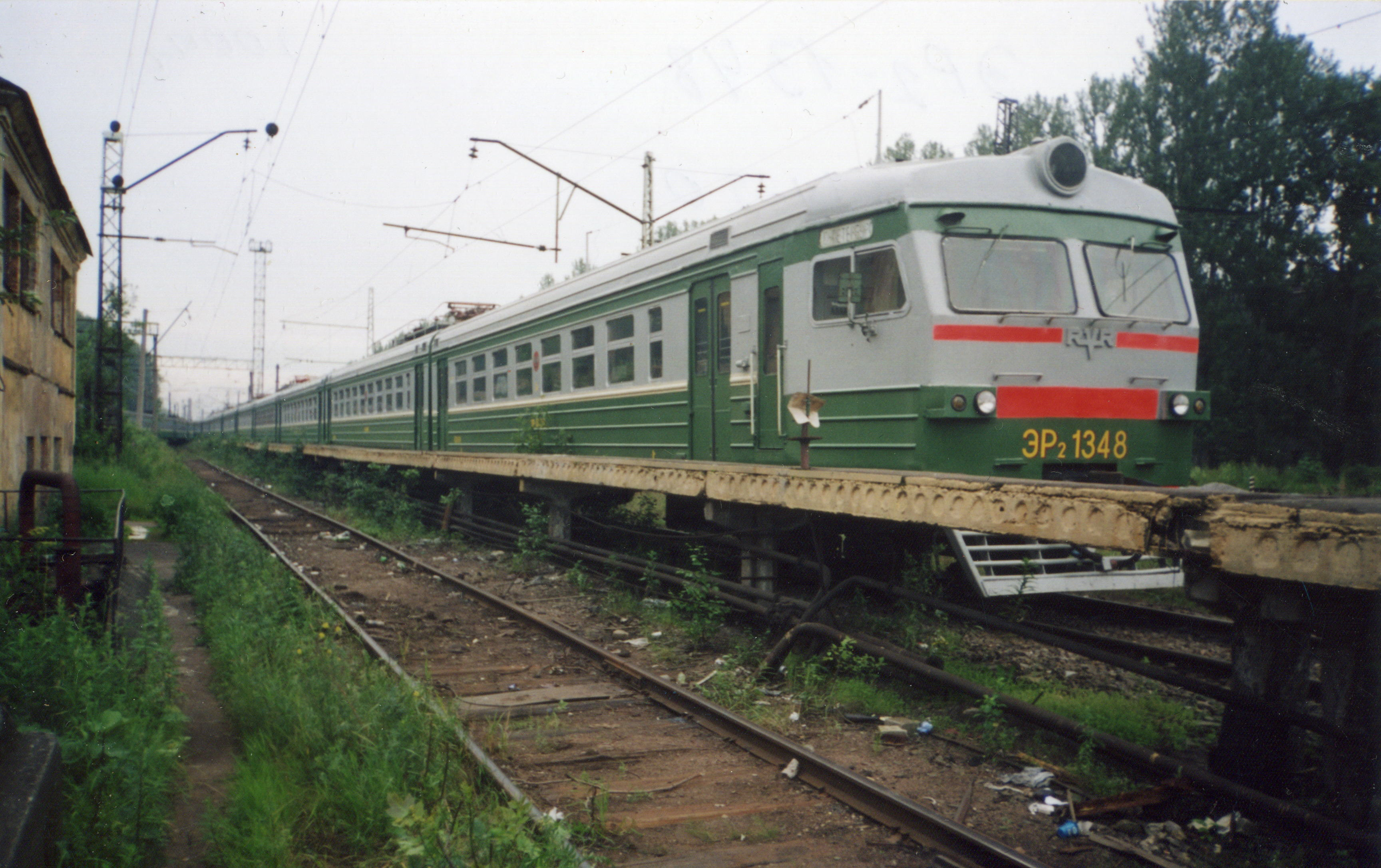
1984年出厂的ER2-1348号列车

1962年，里加车辆制造厂和加里宁车辆制造厂开始批量生产ER2型电力动车组，里加车辆制造厂负责动车的制造和列车的最后总组装，加里宁车辆制造厂负责制造控制拖车和中间拖车，而电气设备则由里加电机制造厂提供。从1968年起，控制车和中间拖车全部转由里加车辆制造厂生产，加里宁车辆制造厂仅负责制造拖车转向架。
ER2型电力动车组的标准编组为“五动五拖”的10辆编组，由五个“一动一拖”的基本动力单元组成。后来为了将长编组列车分拆为短编组列车，加里宁车辆制造厂于1964年至1970年间曾另外生产了一批控制拖车，列车编号从801号开始排序。1981年，里加车辆制造厂亦生产了一批控制拖车，车辆编号从8001号开始排序。除此之外，里加车辆制造厂于1967年至1968年间单独制造了52辆动车，列车编号为701～752，作为车辆检修时的后备车辆。同时，为了满足部分较高客流量路线上列车扩大编组的需要，里加车辆制造厂并曾经生产了一批两节车厢的“一动一拖”动力单元，中间拖车和控制拖车的列车编号分别从2000号、3000号开始排序，使列车能够扩大为12辆编组。
至1984年9月，ER2-1348号列车从里加车辆制造厂出厂后，ER2型电力动车组正式停产。从1962年至1984年，累计生产了850列ER2型电力动车组，其中10辆编组列车629列、12辆编组列车134列、8辆编组列车75列、6辆编组列车7列、4辆编组列车5列。此外，还生产了58组控制单元、173组中间单元，以及另外的113辆控制拖车、52辆动车和4辆拖车。总的来说，共生产了4511组“一动一拖”动力单元和189辆独立车厢。
| ER2型电力动车组生产资料表 | ER2型电力动车组生产资料表 | ER2型电力动车组生产资料表                                     | ER2型电力动车组生产资料表 | ER2型电力动车组生产资料表                                                   | ER2型电力动车组生产资料表 | ER2型电力动车组生产资料表 | ER2型电力动车组生产资料表                         |
| 年份                      | 列车产量（组）            | 列车编号                                                      | 列车编组（辆）            | 额外车厢（编号）                                                            | 额外车厢（编号）          | 额外单元（编号）          | 额外单元（编号）                                  |
| 年份                      | 列车产量（组）            | 列车编号                                                      | 列车编组（辆）            | 控制拖车                                                                    | 中间拖车                  | 控制单元                  | 中间单元                                          |
| ------------------------- | ------------------------- | ------------------------------------------------------------- | ------------------------- | --------------------------------------------------------------------------- | ------------------------- | ------------------------- | ------------------------------------------------- |
| 1962                      | 482                       | 300 —347                                                      | 10                        | —                                                                           | —                         | —                         | —                                                 |
| 1963                      | 799                       | 348—427                                                       | 10                        | —                                                                           | —                         | —                         | —                                                 |
| 1964                      | 744                       | 428—501                                                       | 10                        | 80101; 80107; 80201; 80207                                                  | —                         | —                         | —                                                 |
| 1965                      | 704                       | 502—571                                                       | 10                        | 80301; 80307; 80401; 80407; 80501; 80507                                    | —                         | —                         | —                                                 |
| 1966                      | 650                       | 572—634                                                       | 10                        | 80601; 80607; 80701; 80707; 80801; 80807; 80901; 80907; 81001; 81007; 81101 | —                         | —                         | —                                                 |
| 1967                      | 251                       | 635                                                           | 10                        | 81201; 813—844                                                              | 701—732                   | —                         | —                                                 |
| 1967                      | 251                       | 636—658                                                       | 8                         | 81201; 813—844                                                              | 701—732                   | —                         | —                                                 |
| 1968                      | 40                        | —                                                             | —                         | 845—864                                                                     | 733 —752                  | —                         | —                                                 |
| 1969                      | 128                       | 659 —674                                                      | 8                         | 865—872                                                                     | —                         | —                         | —                                                 |
| 1970                      | 382                       | 675—700; 900—902                                              | 8                         | 873—884                                                                     | —                         | —                         | —                                                 |
| 1970                      | 382                       | 903—910; 913; 914                                             | 10                        | 873—884                                                                     | —                         | —                         | —                                                 |
| 1970                      | 382                       | 911; 912; 915                                                 | 4                         | 873—884                                                                     | —                         | —                         | —                                                 |
| 1970                      | 382                       | 916—918                                                       | 6                         | 873—884                                                                     | —                         | —                         | —                                                 |
| 1971                      | 344                       | 919—950; 952                                                  | 10                        | —                                                                           | —                         | —                         | (67907 + 67908); (68007 + 68008); (69507 + 69508) |
| 1971                      | 344                       | 951                                                           | 8                         | —                                                                           | —                         | —                         | (67907 + 67908); (68007 + 68008); (69507 + 69508) |
| 1972                      | 332                       | 953—963; 966—971; 973—975; 977—981                            | 10                        | —                                                                           | —                         | —                         | 2000—2028                                         |
| 1972                      | 332                       | 964; 965                                                      | 8                         | —                                                                           | —                         | —                         | 2000—2028                                         |
| 1972                      | 332                       | 972; 976                                                      | 4                         | —                                                                           | —                         | —                         | 2000—2028                                         |
| 1973                      | 378                       | 982—987; 992—1014                                             | 10                        | —                                                                           | —                         | 3000—3005                 | 2029—2050                                         |
| 1973                      | 378                       | 988—991                                                       | 8                         | —                                                                           | —                         | 3000—3005                 | 2029—2050                                         |
| 1974                      | 342                       | 1015—1037; 1039—1041; 1043—1045                               | 10                        | —                                                                           | —                         | 3006—3009                 | 2051—2067                                         |
| 1974                      | 342                       | 1038; 1042                                                    | 6                         | —                                                                           | —                         | 3006—3009                 | 2051—2067                                         |
| 1975                      | 376                       | 1046—1079                                                     | 10                        | —                                                                           | —                         | 3010—3015                 | 2068—2078                                         |
| 1976                      | …                         | 1080—1111                                                     | 10                        | —                                                                           | —                         | 3016—3021                 | 2079                                              |
| 1977                      | …                         | 1112—1128; 1131; 1140—1145                                    | 10                        | —                                                                           | —                         | 3022—3029                 | 2080—2085                                         |
| 1977                      | …                         | 1129; 1130; 1132—1139                                         | 12                        | —                                                                           | —                         | 3022—3029                 | 2080—2085                                         |
| 1978                      | …                         | 1149—1155; 1159—1163; 1166; 1167; 1170; 1171; 1174—1179       | 10                        | —                                                                           | —                         | 3030                      | 2086—2100                                         |
| 1978                      | …                         | 1146—1148; 1156—1158; 1164; 1165; 1168; 1169; 1172; 1173      | 12                        | —                                                                           | —                         | 3030                      | 2086—2100                                         |
| 1979                      | …                         | 1182; 1183; 1186; 1187; 1190; 1191                            | 10                        | —                                                                           | —                         | 3032                      | 2101—2108                                         |
| 1979                      | …                         | 1180; 1181; 1184; 1185; 1188; 1189; 1192—1210                 | 12                        | —                                                                           | —                         | 3032                      | 2101—2108                                         |
| 1980                      | …                         | 1244; 1245                                                    | 10                        | —                                                                           | —                         | —                         | 2109—2150                                         |
| 1980                      | …                         | 1211—1243                                                     | 12                        | —                                                                           | —                         | —                         | 2109—2150                                         |
| 1981                      | …                         | 1250—1253; 1270—1272                                          | 10                        | 8001—8009                                                                   | —                         | 3031; 3033; 3034          | 2151—2164                                         |
| 1981                      | …                         | 1246—1249; 1254—1269                                          | 12                        | 8001—8009                                                                   | —                         | 3031; 3033; 3034          | 2151—2164                                         |
| 1982                      | …                         | 1278—1280; 1283; 1284; 1287—1294; 1296—1300                   | 10                        | 8010—8038                                                                   | —                         | —                         | 2165—2167                                         |
| 1982                      | …                         | 1273—1277; 1281; 1282; 1285; 1286; 1295                       | 12                        | 8010—8038                                                                   | —                         | —                         | 2165—2167                                         |
| 1983                      | …                         | 1302; 1303; 1305—1307; 1309—1311; 1314; 1315; 1317—1319; 1325 | 10                        | 8039; 8040                                                                  | —                         | 3035—3041                 | 2168; 2169                                        |
| 1983                      | …                         | 1301; 1304; 1308; 1312; 1313; 1316; 1320; 1322—1324           | 12                        | 8039; 8040                                                                  | —                         | 3035—3041                 | 2168; 2169                                        |
| 1983                      | …                         | 1321                                                          | 6                         | 8039; 8040                                                                  | —                         | 3035—3041                 | 2168; 2169                                        |
| 1984                      | …                         | 1331; 1335; 1340—1342; 1346—1348                              | 10                        | —                                                                           | —                         | 3042—3057                 | —                                                 |
| 1984                      | …                         | 1326—1330; 1332—1334; 1336—1339; 1343; 1344                   | 12                        | —                                                                           | —                         | 3042—3057                 | —                                                 |
| 1984                      | …                         | 1345                                                          | 6                         | —                                                                           | —                         | 3042—3057                 | —                                                 |

### 运用
和ER1型电力动车组一样，ER2型电力动车组首先在莫斯科和列宁格勒两大通勤运输最繁忙的铁路枢纽投入服务，早期主要配属于莫斯科铁路局及十月铁路局。而由于ER2型电力动车组既能停靠高站台也能停靠地站台，使市郊通勤列车的服务范围不再局限于主要车站，而得以进一步扩展到次要车站和其他地区，并开始逐步取代日渐老旧的S型电力动车组。至1960年代中期，ER2型电力动车组的踪影已经遍及苏联国内众多拥有直流电气化铁路的地区，包括伊尔库茨克州、古比雪夫州、库尔干州、鄂木斯克州、新西伯利亚州、图拉州、车里雅宾斯克州、克拉斯诺达尔边疆区和斯塔夫罗波尔边疆区，以及格鲁吉亚、拉脱维亚、乌克兰等地区。截至1976年1月，当时苏联铁路共有超过280组ER2型电力动车组，换算为2929个动力单元；其中莫斯科铁路局和十月铁路局的配属数量最多，详细配属资料如下：
- 阿塞拜疆的铁路局：12个单元（包括四个控制单元和1个中间单元）；
- 东西伯利亚铁路局：15个单元；
- 高尔基铁路局：10个单元。
- 外高加索铁路局：144个单元（包括4个独立的控制单元）；
- 西西伯利亚铁路局：344个单元（包括12个独立的控制单元）；
- 古比雪夫铁路局：288个单元（包括3个独立的中间单元）；
- 利沃夫铁路局：12个单元（包括2个独立的控制单元）；
- 莫斯科铁路局：803个单元（包括4辆独立的控制拖车、51个独立的中间单元和7个独立的控制单元）；
- 十月铁路局：610个单元（包括8个独立的中间单元和2个独立的控制单元）；
- 波罗的海铁路局：189个单元（包括7个独立的控制单元）；
- 伏尔加铁路局：63个单元（包括4个独立的控制单元）；
- 北高加索铁路局：32个单元；
- 中亚铁路局：23个单元（包括2个独立的中间单元和1个独立的控制单元）；
- 南方铁路局：257个单元；
- 南乌拉尔铁路局：127个单元（包括3个独立的中间单元和6个独立的控制单元）。

## 改进型

### ER2I
ER2型电力动车组采用直流电传动，调节起动电阻和牵引电动机的串联和并联转换来完成列车的起动和速度调节，但这种调速方式的缺点是电阻的电能耗损较大，而且只能采取有级调压的模式，不能连续平滑地调节速度。1960年代末，全苏车辆制造科学研究所、塔林电机制造厂和波罗的海铁路局开始了关于直流电力动车组脉冲调压方式的研究。脉冲调压方式用晶闸管直流斩波器取代了以往的起动电阻，通过周期性的快速开通和关断，将恒定的直流电压分割成一系列的脉冲电压，通过改变脉冲的频率就能够方便地改变输出直流电的电压平均值，从而实现了无损耗的直流调压。
然而，由于当时电力牵引领域的脉冲调压控制仍处于摸索和发展阶段，而且苏联当时亦没有制造大功率半导体元件的足够经验，因此苏联决定在电力动车组上首先试验局部的晶闸管脉冲控制。1967年，波罗的海铁路局扎苏洛克斯机务段的一列ER2-837号列车的其中一辆动车进行了实验性改造，这辆动车仍然保留的起动电阻，但电阻器的通断并非由接触器控制，而是改由晶闸管组成的无触点开关电路控制。1970年，扎苏洛克斯机务段的ER2-830号列车进行了全面的脉冲调压改造，在其中两节动车上安装了晶闸管斩波器，代替原本的起动电阻和开关器件，每两台牵引电机为一组串联连接、两组并联连接，列车在同年4月开始投入试运行。1972年至1974年间，扎苏洛克斯机务段和莫斯科机车修理厂合作，对其他部分ER2型电力动车组亦进行了脉冲调压改造，经改造后的列车改称为ER2I型电力动车组。每辆动车安装了一台1200千瓦的ТИП-1200-ЗГИ型晶闸管斩波器，每台斩波器采用36个TL200-9型晶闸管和48个VL-200-10型二极管元件，当斩波器输出电压接近接触网电压时，将牵引电动机直接与接触网电路连接。1973年，全苏铁道运输科学研究院和苏联交通部对ER2、ER2I型电力动车组进行了对比试验，试验结果显示ER2I型电力动车组平均比前者节省了9.8~12.8%的电力消耗。
与此同时，莫斯科动力工程学院亦在同步进行ER2型电力动车组的晶闸管脉冲控制技术的研究。1970年，经苏联交通部机车设计局批准，莫斯科机车修理厂根据莫斯科动力工程学院的设计方案，对配属莫斯科二号机务段的ER2-559号列车进行了改造，经改造后的列车同样被改称为ER2I-559号列车。与上一方案相比，莫斯科动力工程学院的方案并不会将牵引电动机与接触网电路直接连接，从而保证牵引电动机端电压的恒定；而由于牵引电动机输入电压由1500伏提高到1650伏，亦使电动机输出功率提高了10%，此外该系统并设有再生制动功能。但这个方案的缺点是斩波器装置十分笨重，令动车重量达到58.1吨。此后，莫斯科动力工程学院的方案没有用于ER2型电力动车组的脉冲调压改造，反而被后来的ER2V型电力动车组采用。

### ER2B
1966年，里加车辆制造厂试制了ER2B-596号列车。ER2B型电力动车组的电气设备和结构均作出了改进，在调压电路中采用无触点的电动调节阀取代原来的电空接触器，而防滑行防空转保护方面采用了比电磁阀更可靠的差动继电器，此外在车厢内并采用了荧光灯照明。ER2B-596号列车出厂后配属波罗的海铁路局扎苏洛克斯机务段投入运用，至1972年这组列车又被用于蓄电池动力的ER2A6型电力动车组的改造实验。

### ER2A6
1972年，为了验证电力动车组在电气化和非电气化区段之间直通运行的可行性，ER2B-596号列车在列宁格勒的十月电动车辆修理厂进行改装，作为蓄电池驱动列车的技术实验平台，经改造后的列车被改称为ER2A6型电力动车组。10辆编组列车的其中6节车车厢被分拆出来，重新组成一列6辆编组的列车。原本设于拖车下的电动发电机和空气压缩机等辅助设备均转移到动车下，使拖车下能够搭载总共672块ТЖНТ-400型蓄电池，蓄电池总重达40吨、总容量为806.4千安倍小时。在电气化区间，列车通过接触网供电运行，同时对蓄电池进行充电，当列车实行再生制动时可以将电能回馈到接触网。而在非电气化区间，列车由大容量蓄电池供电，再生制动时还能够对蓄电池进行充电。1973年，ER2A6型电力动车组在波罗的海铁路局投入试运行。但由于这种列车结构较为复杂，而且里加铁路枢纽的柴油动车组数量亦逐步增加，因而蓄电池电力动车组的研制于1975年停止。ER2A6型电力动车组不久后被停用，至1992年被拆解。

### ER2V

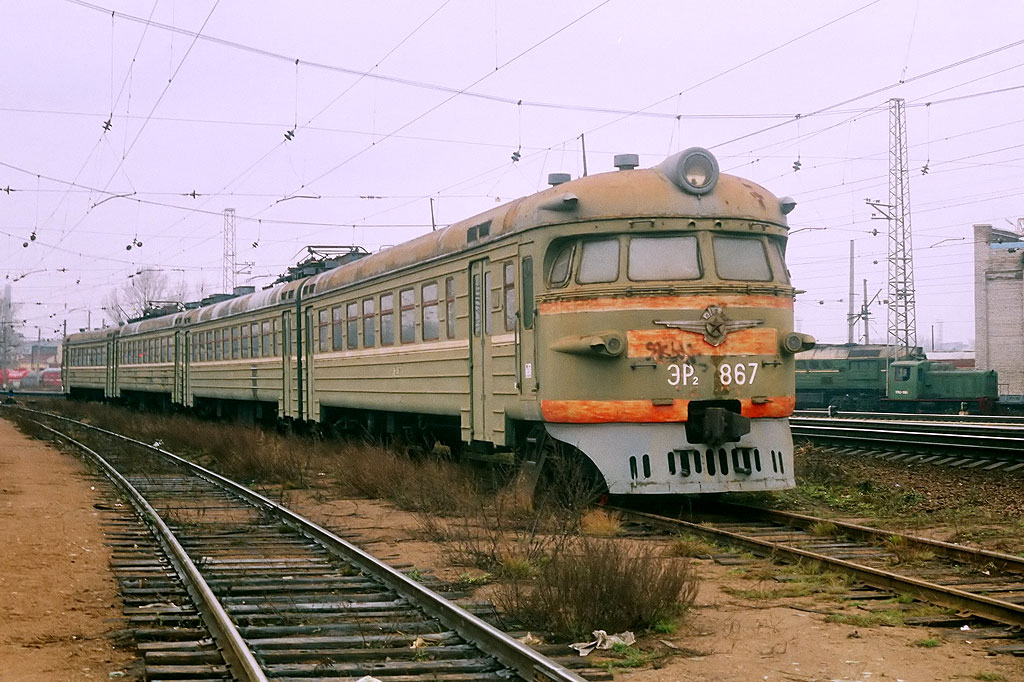
在圣彼得堡的ER2-867号列车（原为ER2^{V}-556号列车）

1960年代，随着铁路干线运量不断增长、行车密度不断提高，苏联开始研究将直流电气化铁路的电压由3000伏提高到6000伏，以降低接触网中的电能损失，并节省改造成交流电气化铁路的巨大投资。1970年代初，苏联在外高加索铁路的哥里—茨欣瓦利单线区段上进行首次6000伏直流电气化铁路的试验，并由第比利斯电力机车制造厂试制了一台VL8V型电力机车和改造了五台VL22M型电力机车，在该区段进行运行试验。1973年，莫斯科机车修理厂对一列ER2型电力动车组完成改装，成为世界上首列6000伏直流电力动车组，并改称为ER2V型电力动车组。ER2V型电力动车组采用了晶闸管斩波器和脉冲调压控制，动车车顶并设有风冷式变压器，而原本设于动车车顶的受电弓被转移到拖车车顶（ER2V-556号列车除外）。1973年至1975年间，莫斯科机车修理厂共改造了4列ER2V型电力动车组，其中包括4辆编组列车三列（867+55606+55608+868；881+63104+63106+882；879+63108+55304+880）、8辆编组列车一列（57801+57808+63103+57810+63102+63107+63110+57809）。
1974年6月，ER2V-556号列车在全苏铁道运输科学研究院的环形铁道进行试验。1977年至1978年间，四组列车在外高加索铁路投入试验。但由于面对不同的技术困难，苏联最终放弃采用6000伏高压直流电气化铁路的计划，除ER2V-556号列车外其他三列ER2V型电力动车组均在1980年报废。而ER2V-556号列车其后改配属十月铁路局的列宁格勒-芬兰动车段，并重新改装为适合3000伏直流电的斩波器脉冲调压系统，列车编号恢复为ER2-867/868。这组列车除了日常的服务外，亦被列宁格勒铁道运输工程学院用于进行各类型的试验，至2008年正式报废。

## 技术特点

### 列车组成
ER2型电力动车组是在ER1型基础上改进设计而成，除了车门设计及个别机电装置外，两者的总体结构、电气系统基本相同。ER2型电力动车组采用动力分散方式，其标准编组为“五动五拖”的10辆编组，由2辆带司机室的头部控制拖车、3辆中间拖车、5辆动车组成，每“一动一拖”组成一个电气独立单元，司机可在任一司机室对全列车进行操纵。列车亦可以根据实际需要增减车厢数量，采用灵活的编组方式，列车最短编组为4节车厢（2个动力单元），最长编组可达12节车厢（6个动力单元），各车厢之间采用SA-3型自动车钩连接。
车辆编号方面，每组列车和每节车厢的编号都是唯一的，车辆编号由三或四位数的列车编号和两位数的车厢编号组成。在10辆或12辆编组的列车之中，动车的车厢编号为双数（02、04、06、08、10、12），中间拖车的车厢编号为单数（03、05、07、11），头部控制拖车的车厢编号亦为单数（01、09）。而在8辆编组的列车之中，加里宁车辆制造厂将额外生产的控制拖车编号定为07。而后来里加车辆制造厂亦开始制造拖车后，不论列车编组的车厢数量，里加厂一概将控制拖车的编号定为09，而与之配套动力单元的动车编号定为10。

### 总体结构

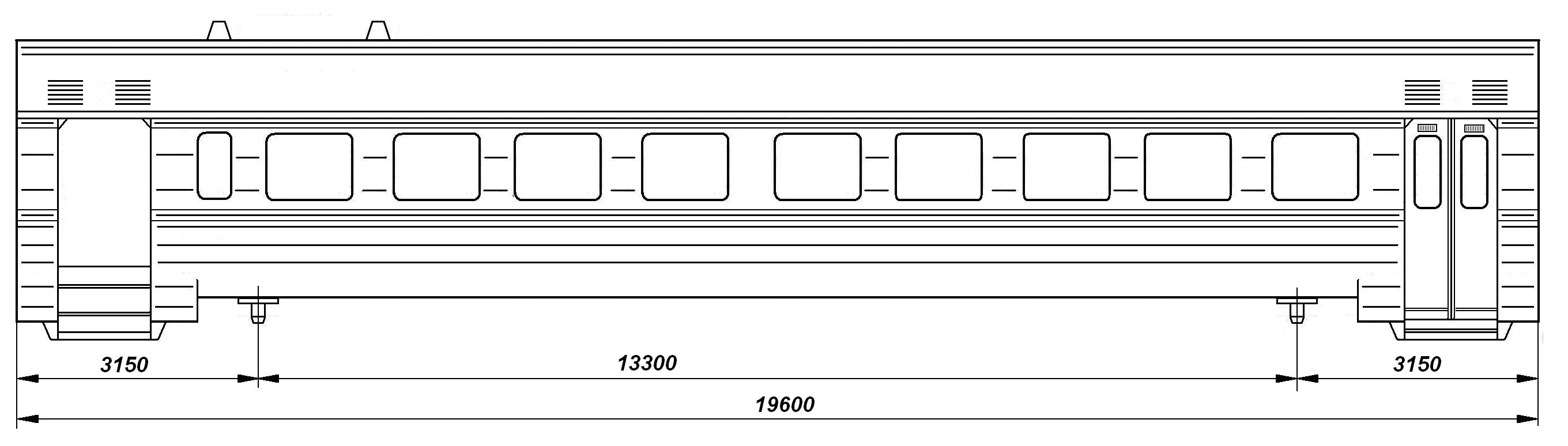
ER2型电力动车组的车厢尺寸

车体采用低合金钢整体承载式焊接结构，在车辆之间所产生的拉伸和压缩冲击力等纵向载荷亦由整个车体的主要结构包括底架、侧墙以及顶盖共同承受，车体长度为19,600毫米，车体宽度为3,480毫米。底架由冷轧钢板焊接而成，侧墙采用厚度1.5～2.5毫米的钢板制造，并设有加强压根。与ER1型电力动车组的车体相比，ER2型电力动车组车体的主要特点是改进了车门设计以满足低站台的需要，并加强了车体底架部分位置的结构强度，以弥补因改动车门脚踏而造成底架缺口的强度减弱。为了抵消因强化底架而造成的额外重量，ER2型电力动车组采用铝制车门、电线管道，因此车辆重量仅比ER1型电力动车组略为增加。10辆编组的列车重量为467.9吨，其中头部拖车自重40吨、中间动车自重54.6吨、中间拖车自重38.3吨。
早期的ER2型电力动车组具有与ER1型电力动车组相同的车头外观，司机室正前方设有六块玻璃前窗，并采用带有圆弧过渡的流线型头型。从ER2-1028号列车开始，采用经过简化的平面车头结构，司机室前窗减少为两块，头灯和排障器结构、控制拖车内的设备布置亦有所改变。
- 控制拖车（旧头型）
- 控制拖车（新头型）
- 动车
- 拖车

### 设备布置
设备布置方面，列车的主要电力设备均布置在车底之下，从而扩大了客室空间。动车主要设有受电弓、起动电阻及各种开关和接触器等设备；拖车设有空气压缩机、电动发电机等辅助设备，而头部拖车并设有司机室及控制电器柜；所有车厢均设有蓄电池及辅助电器柜。车厢两端两侧各设有两道供旅客出入的侧门，车门采用电控气动滑动式车门，其高度可适用于各种高度的站台。为了提高列车载客量，客室采用“3+3”的座位布置方式。中间车箱的座席定员为107～110人，先头车厢的座席定员为77～88人。一列10辆编组的列车总定员为1050人，若包括车厢内空余面积站立的乘客数，列车总载客量最多可达1600人。
车厢的通风系统可采用自然通风或强迫通风，自然通风是利用车辆运行或自然风的空气流动，通过开启车窗将新鲜空气引入车内；强迫通风是利用两台设置于通过台顶部的离心式风扇，从车外引入空气并通过车体顶部的通风风道送进客室。为了在寒冷季节提高客车内温度，列车采暖系统使用电热取暖器，安装于座位两侧下方的侧墙上，中间车厢及先头车厢分别安装20个和14个电热器，每个电热器功率为1千瓦。
- 客室内部布置（早期）
- 客室内部布置（后期）
- 客室内部布置（现代化改造后）

### 转向架

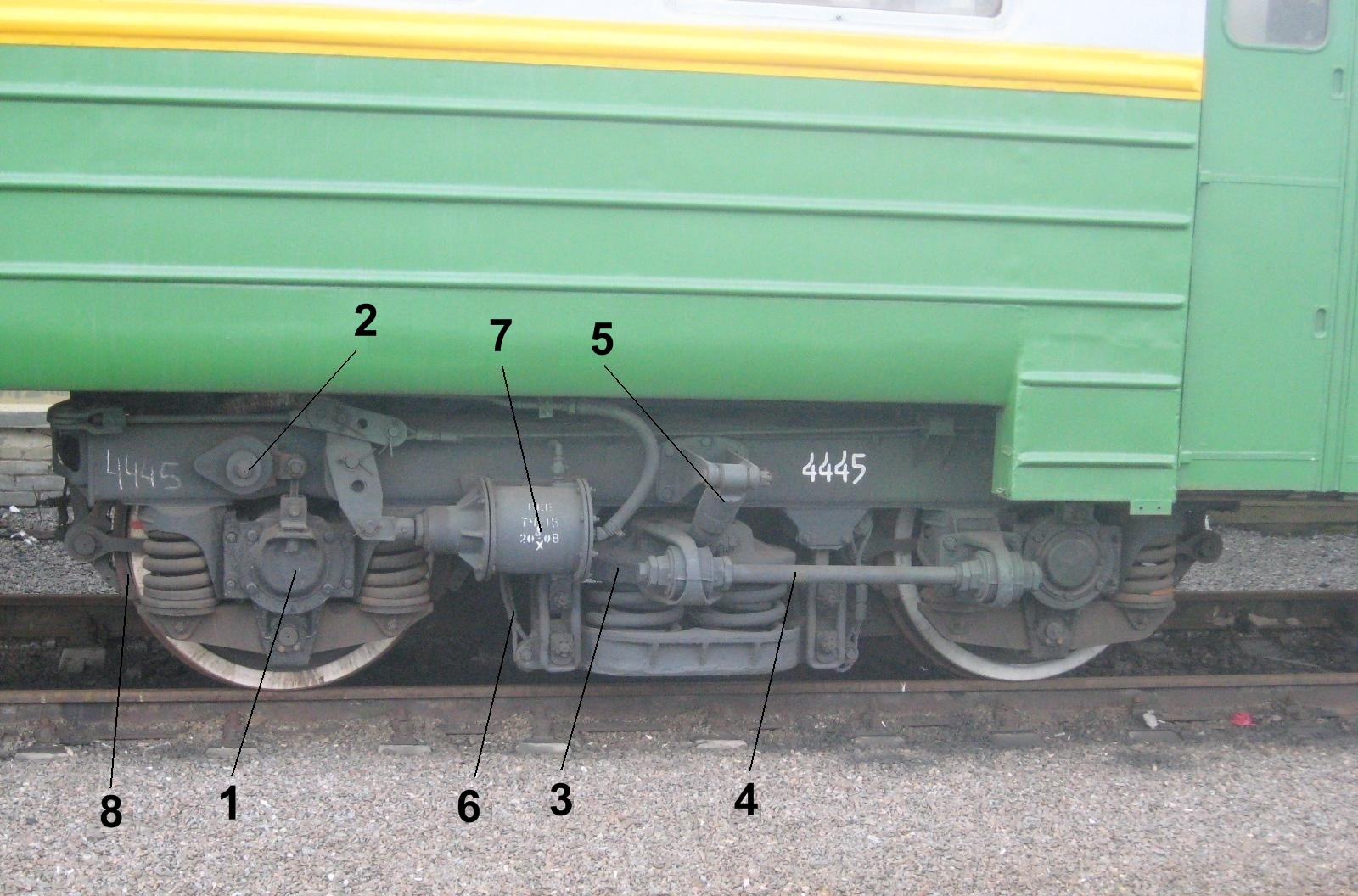
ER2型电力动车组的动力转向架
1—轴箱；2—摩擦阻尼器；3—摇枕；4—牽引拉杆；5—油压减震器；6—摇枕安全吊；7—制动缸；8—闸瓦

每节车厢装有两台二轴转向架，可分为动车转向架和拖车转向架两种，两者除了驱动装置的差别之外，其余部分均采用了基本一致的结构。转向架构架由一根中央梁、两根横梁、钢板和两根侧梁焊接而成一体。轴箱采用圆柱滚子轴承及导柱式轴箱定位装置，实现轮对相对转向架构架的纵向及横向位移。制动装置为吊挂式双侧闸瓦基础制动。转向架设有二系悬挂装置，一系悬挂为轴箱侧螺旋圆弹簧，二系悬挂为摇动台式弹簧中央悬挂装置，采用每侧两个螺旋圆弹簧（首列原型车仍采用与ER1型电力动车组相同的椭圆形钢板弹簧），使转向架弹簧系统的静挠度由95毫米增加到120毫米。为了改善转向架的垂向振动性能，在两层悬挂装置均装有减震器，轮对轴箱及构架之间设有摩擦阻尼器，中央弹簧悬挂装置亦增设了液压减震器。
转向架采用全旁承承载结构，取代了ER1型电力动车组所使用的心盘承载结构。车体重量通过中央悬挂装置左右两侧的弹性旁承支承于转向架上，旁承采用层压塑料制成，通过摩擦力矩抑制车体的侧滚和转向架的蛇行运动。转向架两侧设有斜对称安装的纵向牵引拉杆，拉杆两端具弹性节点将摇枕和构架相连，以传递牵引力及制动力，并使摇动台得到纵向定位并改善振动性能。此外，先头控制拖车的转向架还设有接收自动机车信号（АЛС）的接收线圈。
早期生产的ER2型电力动车组曾经采用加里宁车辆制造厂生产的КВЗ-5/Э型拖车转向架，与后期的ER1型电力动车组相同；从ER2-375号列车开始采用经过改进的КВЗ-ЦНИИ/Э型拖车转向架，与前者相比，该型转向架具有较高柔度的弹簧悬挂系统，摇枕装置通过带有橡胶弹性节点的牵引拉杆取得纵向定位，并以旁承承载代替了心盘承载。
动力转向架装有两台牵引电动机，牵引电动机采用架悬式全悬挂安装方式，将牵引电机整个悬挂在转向架构架上，以减轻簧下质量，并减少电机承受从轨道传递而来的振动冲击。牵引电动机通过弹性联轴器向车轴齿轮箱传递扭矩，再经过齿轮箱内大、小直齿圆柱齿轮驱动轮对。车轴齿轮箱采用轴悬式悬挂，其中一端通过抱轴承刚性抱合在车轴上，另一端通过缓冲橡胶垫架设在转向架构架上，齿轮传动比为23：73。从1969年5月生产的ER2-659号列车起，开始对齿轮箱采用四根吊杆弹性悬挂，与ER22型电力动车组相同。

### 传动系统

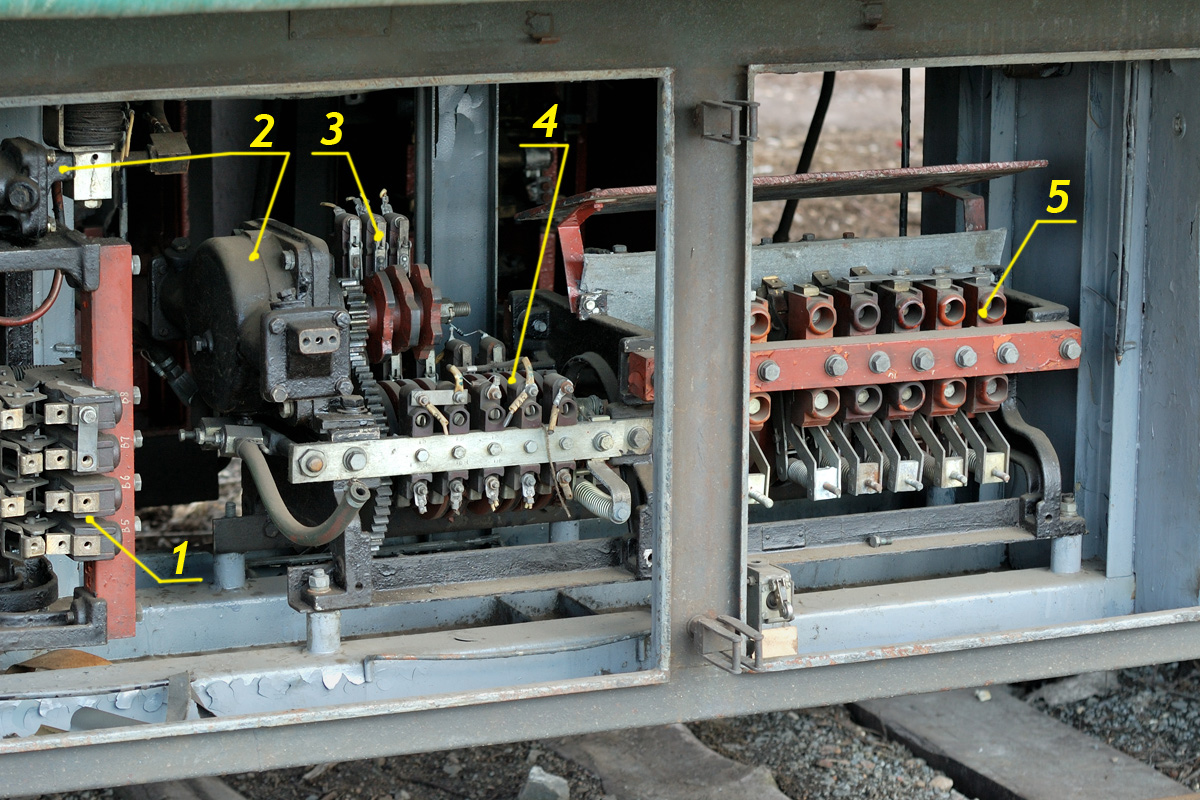
КСП-1А型电阻控制器

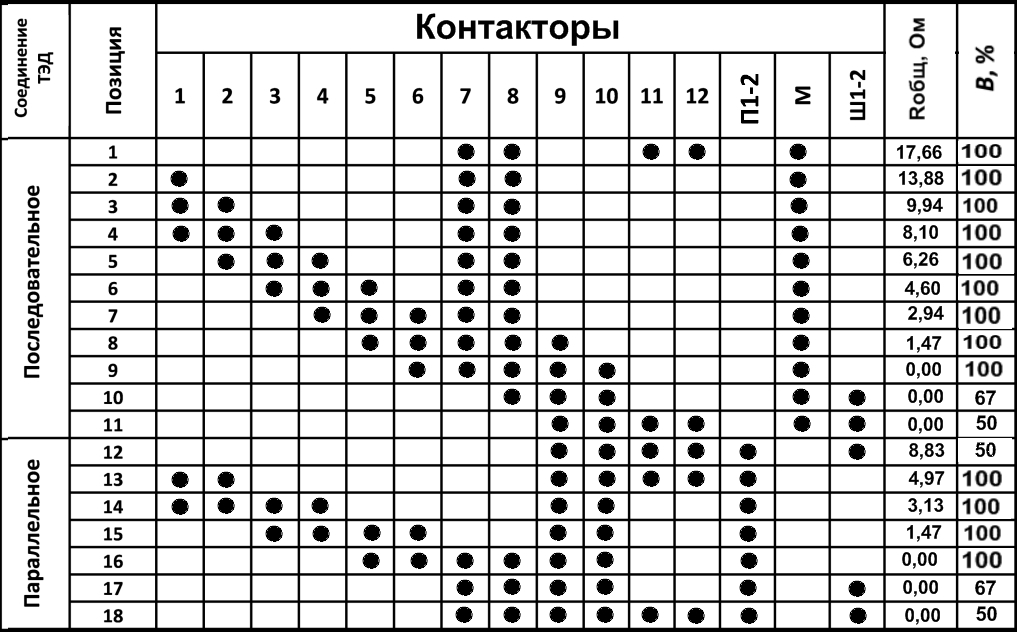
ER2型电力动车组的接触器工作位置表

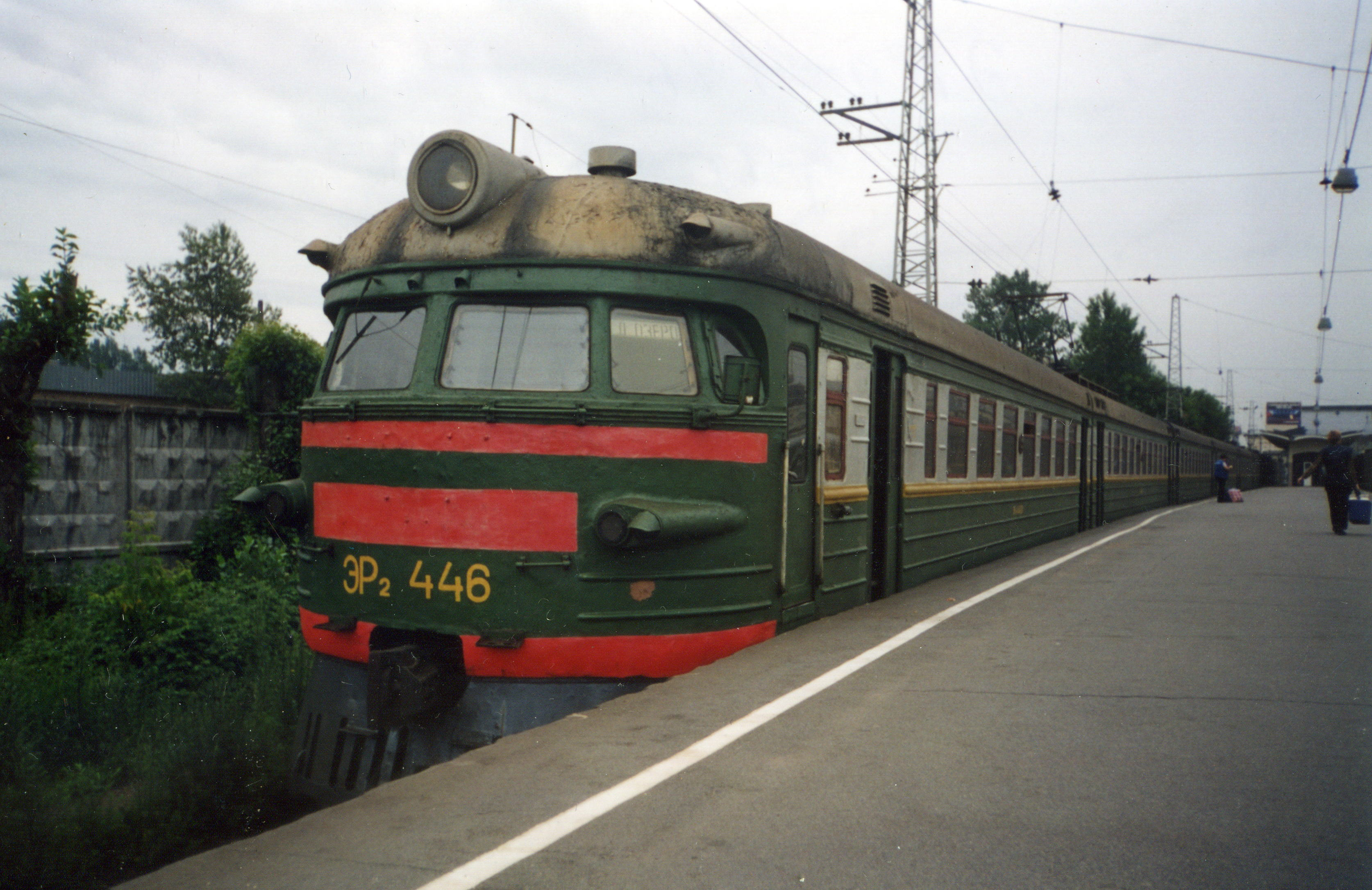
首列采用УРТ-110А型牵引电动机的ER2-446号列车

#### 牵引电路
ER2型电力动车组的牵引传动电路与后期的ER1型电力动车组基本一致。列车采用直—直流电传动，每辆动车装有一台受电弓及四台牵引电动机。接触网导线上的3000伏直流电电流，经受电弓引入列车后经过调压，供给牵引电动机及驱动轮对。各个“一动一拖”动力单元互相独立，当列车的其中一个单元发生故障时，列车的牵引主电路可隔离该动力单元，而列车的运行则不受影响。
列车通过增减串联电阻、牵引电机的串—并联换接、磁场削弱进行调速。在列车起动和加速过程中，用接触器及电阻器来调节牵引电动机的电压。为减少起动电阻中的电能消耗，每辆动车的四台牵引电动机首先全部串联连接，然后随着列车速度提高使每两台牵引电机为一组串联连接、两组并联连接，电路的换接是采用电空接触器按桥式电路来实现。为扩大恒功调速范围，还可以对牵引电动机采用二级磁场削弱，削弱率分别为67%和50%。司机控制器具有18个运行级位，每个级位分别对应一组接触器位置；在串联模式有11个级位（1～11），其中10、11位为经济运行级位，其余为过渡级位；在并联模式有7个级位（12～18），其中17、18位为经济运行级位。当司机控制器达到18位时，牵引电路切断所有电阻、磁场削弱率为50%，此时列车将达到最高速度。当司机控制器恢复0位时，牵引电动机恢复到全串联连接，并接通所有电阻器，从而切断了对牵引电动机的供电。

#### 牵引电动机
早期的ER2型电力动车组采用与ER1型电力动车组相同、由迪纳摩电气工厂研制的ДК-106Б型牵引电动机，该型电动机为四极串励直流电动机，电枢绕组和励磁绕组串联，带有四个主磁极和四个换向极，额定功率为200千瓦，额定电压为1500伏，最高转速为每分钟2080转，电机重量为2200公斤，主极及电枢绕组均采用B级绝缘，冷却方式为不带外部风扇的自通风冷却，风扇安装在电枢轴上。至1960年代初，里加电机制造厂研制了经过改进的УРТ-110А型牵引电动机，并于1964年3月从ER2-446号列车上开始装车应用，УРТ-110А型牵引电动机的主要结构和性能指标与ДК-106Б型牵引电动机相似。1970年，对换向器作出改良的УРТ-110Б型牵引电动机研制成功，并于1971年1月从ER2-919号列车上开始装车应用。
| 牵引电动机                                                               | 功率（千瓦） | 功率（千瓦） | 电流（安倍） | 电流（安倍） | 额定转速（每分钟） | 额定转速（每分钟） | 最高转速（每分钟） | 重量 |
| 牵引电动机                                                               | 小时制       | 持续制       | 小时制       | 持续制       | 小时制             | 持续制             | 最高转速（每分钟） | 重量 |
| ------------------------------------------------------------------------ | ------------ | ------------ | ------------ | ------------ | ------------------ | ------------------ | ------------------ | ---- |
| ДК-106                                                                   | 187 / ^200   | 145 / ^160   | 136 / ^146   | 105 / ^115   | 830 / ^1140        | 945 / ^1320        | 2080               | 2200 |
| УРТ-110                                                                  | 178 / ^200   | 137 / ^158   | 132 / ^146   | 100 / ^115   | 850 / ^1145        | 952 / ^1315        | 2080               | 2150 |
| “^”符号代表磁场削弱50%时的性能数据， 不带“^”符号代表全磁场时的性能数据。 |              |              |              |              |                    |                    |                    |      |

#### 保护系统
牵引电动机设有保护装置，使其在必要的情况下从主电路上直接断开。牵引电动机的短路保护由高速断路器（БВ）和差动继电器（ДР）实现，当牵引电流大于575±25安倍时高速断路器即发生作用以中断电路。电路中还采用了防空转差动保护的防空转继电器（РБ），当发生轮对空转或滑行，或者牵引电动机与主动齿轮断裂时，侦测到某牵引电动机与其他电机的异常转速差而发生作用。而牵引电动机的电流过载保护，采用最大整定电流为265安倍的过载继电器（РП）进行保护。此外，列车还设有检测接触网电压的电压继电器（РН）、保护电动发电机及空气压缩机的过载继电器（РПДиК），电热器过载继电器（РПО）和制动失效主断路器（АВУ）等各种电路保护装置。

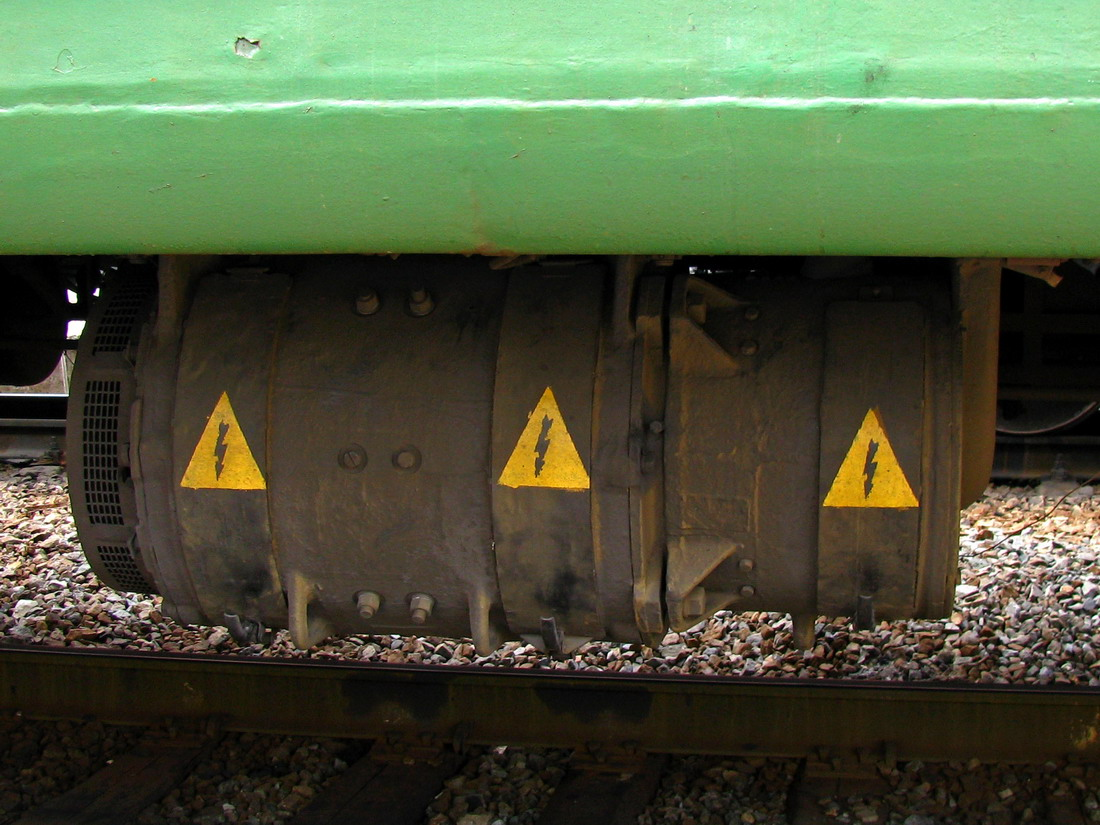
ДК-604В型电动发电机

### 辅助设备
每辆拖车均设有一台ДК-604В型电动发电机，该机组由一台直流电动机及一台同轴的直流发电机组成，机组总重为1200公斤。电动机及发电机的额定功率分别为12千瓦和10千瓦，额定转速为每分钟1000转，输入电压为1500伏，输出电压为50伏，为列车的控制电路供电。当电动发电机因故障停止运转时，控制电路改由蓄电池供电。
此外，拖车还设有一台空气压缩机，由一台ДК-405В型直流电动机驱动，为列车的制动系统、气动式滑动车门、电力系统的各种气动式接触器等设备供应压缩空气。而在动车上亦设有一台由蓄电池供电的辅助压缩机，用于当列车风管无压力时为受电弓升弓提供压缩空气。

## 参看
- SN型电力动车组
- ER1型电力动车组
- ER6型电力动车组
- ER7型电力动车组
- ER9型电力动车组
- ER10型电力动车组
- ER11型电力动车组
- ER12型电力动车组
- ER22型电力动车组
- ER29型电力动车组